# Paramyurium crassinervium
Paramyurium crassinervium là một loài rêu trong họ Brachytheciaceae. Loài này được Taylor Warnst. mô tả khoa học đầu tiên năm 1905.